# Rytidosperma craigii
Rytidosperma craigii là một loài thực vật có hoa trong họ Hòa thảo. Loài này được (Veldkamp) H.P.Linder miêu tả khoa học đầu tiên năm 1996.